# Măgura (okręg Konstanca)
Măgura – wieś w Rumunii, w okręgu Konstanca, w gminie Cerchezu. W 2011 roku liczyła 108 mieszkańców.